# Саатлинський район
Саатлинський район (азерб. Saatlı rayonu) — один із 66 районів Азербайджану. Він розташований у центрі країни та належить до Аранського економічного району. Район межує з районами Імішлі, Сабирабадським, Біласуварським. Його столицею і найбільшим містом є Саатли. Станом на 2020 рік у районі проживало 109 100 осіб.

## Історія
Є кілька знахідок, що стосуються стародавніх поселень в районі Саатли. Археологічні пам'ятки, а також гончарні матеріали II та III тисячоліть до нашої ери розкопані в селах Азадкенд, Фаталікенд, Джафархан, Вархан і Алісолтанли.
Регіон Саатли був утворений 25 травня 1943 року. Під час Другої світової війни 1600 жителів Саатли були відправлені на передову і 533 з них загинули на війні. У 1949 році частина азербайджанців, вигнаних з Вірменської РСР, турків-месхетян із Середньої Азії в 1958—1959 роках, а також азербайджанців, які стали переміщеними через Першу нагірно-карабахську війну, оселилися в Саатлинському районі.
Саатли має 19 шкільних будівель, центральну лікарню на 390 місць, будинок культури, 11 медичних пунктів у селах, музичну школу, дитячий садок на 450 місць, два п'ятиповерхові будинки на 35 квартир, двоповерховий ТРЦ, інші адміністративні будівлі, У 1970-80-х роках в області створено бавовноочисний і молочний комбінат, хлібозавод, а також інші промислові, транспортні та обслуговчі установи.

## Географія
Область розташована в низині й на 28 метрів нижче над рівнем моря. У регіоні сухе літо з напівпосушливим і сухим кліматом. Середня температура 1,4 °C у січні та 26,2 °C влітку. Річна кількість опадів 300 мм.
Саатли — переважно сільськогосподарський регіон. Основними видами сільського господарства області є садіння бавовни, землеробство та овочівництво.

## Населення
За даними Держкомстату станом на 2018 рік чисельність населення області становила 106,5 тис. осіб, що збільшилося на 23 тис. осіб (27 відсотків) з 83,5 тис. осіб у 2000 році 53,9 тис. від загальної чисельності населення — це 53,9 тис. осіб у 2000 році. чоловіків, 52,6 тис. жінок.
| Населення          | 2000 рік | 2001 рік | 2002 рік | 2003 рік | 2004 рік | 2005 рік | 2006 рік | 2007 рік | 2008 рік | 2009 рік | 2010 рік | 2011 рік | 2012 рік | 2013 рік | 2014 рік | 2015 рік | 2016 рік | 2017 рік | 2018 рік |
| ------------------ | -------- | -------- | -------- | -------- | -------- | -------- | -------- | -------- | -------- | -------- | -------- | -------- | -------- | -------- | -------- | -------- | -------- | -------- | -------- |
| Саатлинський район | 83,5     | 84,5     | 85,1     | 85,7     | 86,4     | 87,5     | 88,6     | 89,8     | 91,0     | 92,2     | 93,6     | 95,1     | 97,0     | 98,7     | 100,2    | 101,8    | 103,4    | 105,1    | 106,5    |
| міського населення | 16,6     | 16,7     | 16,8     | 16,9     | 16,9     | 17,1     | 17,2     | 17,2     | 17,3     | 17,5     | 17,6     | 17,8     | 17,9     | 18,0     | 18,8     | 18,9     | 19,2     | 19,4     | 19,7     |
| сільське населення | 66,9     | 67,8     | 68,3     | 68,8     | 69,5     | 70,4     | 71,4     | 72,6     | 73,7     | 74,7     | 76,0     | 77,3     | 79,1     | 80,7     | 81,4     | 82,9     | 84,2     | 85,7     | 86,8     |

## Фауна
Район переважно багатий на водоплавних птахів. Помічений сірий гусак, білий гусак, дикий гусак, яструб, птах-шепіт, ангут тощо.

## Пам'ятки історії та культури
- Стародавній некрополь поблизу села Санджалар
- Некрополь II—III ст. поблизу села Махаммадабад
- На території села Гаралар III ст. ― некрополі давніх часів
- Поселення XI—XIII століть поблизу села Наріманкенд.

## Місцеві ЗМІ
З 1998 року телевізійні програми в регіоні веде телеканал Saatli. У 1954 році Офіс Президента Азербайджанської Республіки почав видавати газету «Донуш», яка є органом Саатлинського райкому Компартії Азербайджану та виконавчого комітету Саатлінського районної Ради народних депутатів. З 1991 року газета «Донуш» діє як незалежна громадсько-політична газета. Новинний портал «www.saatlinews.com» працює як електронна преса.

## Галерея

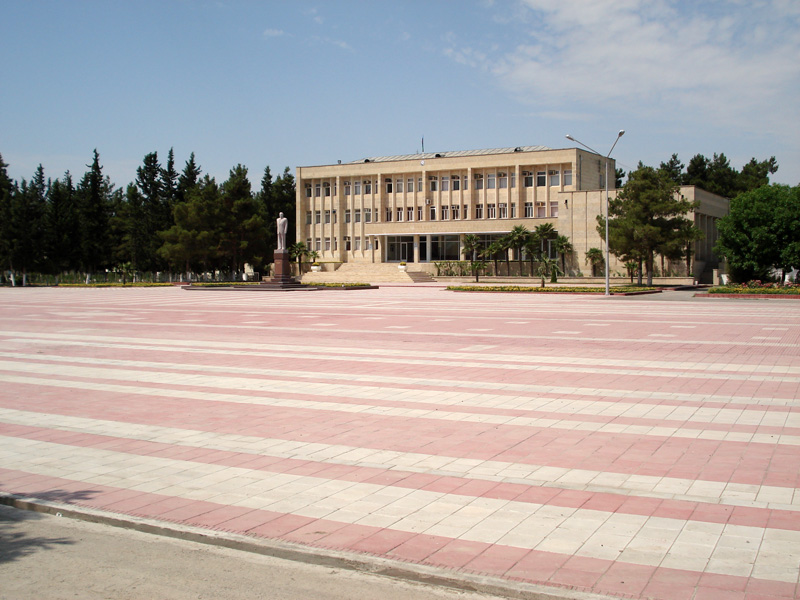
Ратуша Саатли